# Massa a riposo
La massa a riposo o massa propria è la massa di un corpo in quiete rispetto a un dato sistema di riferimento.
Nel caso di un sistema di particelle, per definizione la massa a riposo è pari all'energia totale del sistema divisa per la costante c2 solo se l'osservatore si trova in un sistema di riferimento inerziale che "minimizzi" l'energia totale del sistema. In questa condizione la velocità del centro di massa e la quantità di moto totale sono pari a zero. Tale sistema di riferimento prende anche il nome di  sistema di riferimento del centro di massa.

## Massa a riposo nella fisica delle particelle
La massa a riposo di un sistema di particelle originatesi dal decadimento di una singola particella a riposo è data da:
{\displaystyle \left(Wc^{2}\right)^{2}=\left(\sum E_{i}\right)^{2}-\left(c\sum {\vec {p}}_{i}\right)^{2}}
dove:
{\displaystyle W} è la massa a riposo del sistema di particelle;
{\displaystyle \sum E_{i}} è la somma delle energie totali delle particelle del decadimento;
{\displaystyle \sum {\vec {p}}_{i}} è il vettore somma delle quantità di moto delle particelle.
Questa relazione può essere facilmente ricavata utilizzando la quantità di moto quadri-vettoriale (in unità naturali):
{\displaystyle p_{i}^{\mu }=\left(E_{i},\mathbf {p} _{i}\right)}
{\displaystyle p^{\mu }=\left(\Sigma E_{i},\Sigma \mathbf {p} _{i}\right)}
{\displaystyle p^{\mu }p_{\mu }=\eta _{\mu \nu }p^{\mu }p^{\nu }=(\Sigma E_{i})^{2}-(\Sigma \mathbf {p} _{i})^{2}=W^{2}}, dal momento che la norma di un qualsiasi quadri-vettore è invariante.

## Esempio di collisione tra due particelle
Nella collisione tra due particelle (o in un decadimento con due particelle) il quadrato della massa (in unità naturali) è pari a:
{\displaystyle {\begin{aligned}M^{2}&=(p_{1}^{\mu }+p_{2}^{\mu })^{2}\\&=(p_{1}^{\mu })^{2}+(p_{2}^{\mu })^{2}+2p_{1}^{\mu }p_{\mu 2}\\&=m_{1}^{2}+m_{2}^{2}+2\left(E_{1}E_{2}-{\vec {p}}_{1}\cdot {\vec {p}}_{2}\right)\end{aligned}}}

## Energia a riposo
A partire dalla massa a riposo, è possibile definire l'energia a riposo, energia che un corpo possiede quando è in quiete rispetto ad un sistema di riferimento inerziale, tramite l'equazione dell'equivalenza massa-energia: 
{\displaystyle E_{0}=mc^{2}}
dove {\displaystyle m} è la sua massa a riposo e {\displaystyle c} è la velocità della luce. 
Come ogni altra forma d'energia, anche l'energia a riposo può essere trasformata in altre forme di energia.
Nel caso in cui il corpo si muovesse con velocità 
{\displaystyle v} rispetto al sistema di riferimento, la sua energia totale (di massa + cinetica) sarebbe invece
{\displaystyle E=\gamma mc^{2}}
in cui {\displaystyle \gamma } è il fattore di Lorentz.